# Oberschleif
Der Weiler Einöde Oberschleif ist ein Ortsteil von Vohenstrauß im Landkreis Neustadt an der Waldnaab in der Oberpfalz.

## Geographische Lage
Oberschleif liegt auf dem Westufer der Luhe südlich von Roggenstein.
Auf dem gegenüberliegenden Ostufer der Luhe befindet sich die Einöde Zieglhütte.
Oberschleif befindet sich ungefähr 5,7 km nordwestlich von Vohenstrauß.

## Geschichte
Ende des 18. und Anfang des 19. Jahrhunderts entstanden die Glasschleifen Ober- und Unterschleif bei Roggenstein.
In der Regensburger Matrikel von 1838 wurde Oberschleif unter der Pfarrei Roggenstein nicht genannt.
Allerdings war ein Schleifgrund mit 9 Häusern und 114 Einwohnern verzeichnet.
In diesem wurden wohl Ober- und Unterschleif und sonstige Mühlen und Polierwerke im Luhetal bei Roggenstein zusammengefasst.
Auf den historischen Karten 1808–1864 und 1817–1841 ist Oberschleif mit zwei Gebäuden eingezeichnet.
In der amtlichen Statistik von 1871 ist Oberschleif mit 3 Gebäuden und 19 Einwohnern als Teil der Gemeinde Roggenstein verzeichnet.
1928 war Fanny Ermer Besitzerin der Glasschleifen bei Roggenstein.
Die Gemeinde Roggenstein bestand 1938 aus den Ortschaften Roggenstein, Binnermühle, Hammer, Lämersdorf, Luhmühle, Oberschleif, Unterschleif und Zieglhütte.
Am 1. Januar 1972 wurde die Gemeinde Roggenstein im Rahmen der Gemeindegebietsreform in die Gemeinde Vohenstrauß eingegliedert. Dadurch wurde Oberschleif Ortsteil von Vohenstrauß.

## Einwohnerentwicklung in Oberschleif ab 1871
| Jahr | Einwohner | Gebäude |
| ---- | --------- | ------- |
| 1871 | 19        | 3       |
| 1885 | 17        | 2       |
| 1900 | 12        | 2       |
| 1913 | 30        | 3       |
| 1925 | 12        | 1       |

| Jahr | Einwohner | Gebäude |
| ---- | --------- | ------- |
| 1950 | 6         | 1       |
| 1961 | 5         | 1       |
| 1970 | 7         | k. A.   |
| 1987 | 14        | 3       |
| 2011 | 5         | k. A.   |